# Overijse
Overijse är en kommun i den belgiska provinsen Vlaams-Brabant som år 2018 hade ungefär 25 169 invånare.